# Рочестер, Джордж
Джордж Диксон Рочестер (1908—2001) — английский физик, член Лондонского королевского общества (1958).
В 1934—1935 гг. работал в Стокгольмском, в 1935—1937 гг. — в Калифорнийском (Беркли) университетах. В 1937—1973 гг. — в Манчестерском университете (с 1955 г. — профессор).
Работы по физике космических лучей, физике элементарных частиц, спектроскопии.
В 1940 г. с Л.Яноши открыл проникающие ливни, в 1947 г. с К.Батлером  — первые странные частицы — заряженные и нейтральные К-мезоны и гипероны.
Премия Ч. Бойса (1956).